# سيلفرستون
سيلفرستون (بالإنجليزية: Silverstone) هي قرية تقع في نورث شاير، انكلترا. تقع على بعد حوالي 6.4 كلم من توكاستر في الطريق العام السابق A43. وعلى بعد 16 كلم من الطريق السريع M1 قرب تقاطع A وعلى بعد 19 كلم من الطريق السريع M40 التقاطع 10. الطريق العام السريع A43 يمر حالياً في الجنوب الشرقي للقرية، أي ما بين القرية وحلبة السباقات.

## تاريخ
في العصور الوسطى، كانت تجارة الأخشاب تحتل المقام الأول في نشاطها التجارري بفضل إحاطة غابة ويتل وود لها. الأخوة لينيل لازالوا حتى اليوم يملكون شركة للأخشاب حتى يومنا هذا.
يمكن ملاحظة مكان لتربية الأسماك يعود للعصور الوسطى بالجانب الشمالي من فناء الكنيسة.

## المنشآت الخدمية
في القرية فندق واحد هو نزل الحصان الأبيض
على بعد حوالي 1 كلم نجد حلبة سلفرستون وهي مطار سابق لقاذفات الثنابل تابع لسلاح الجور الملكي البريطاني منذ الحرب العالمية الثانية، حالياً تستضيف تلك الحلبة جائزة بريطانيا الكبرى ضمن سباقات سيارات فورمولا 1.